# Bataille de Moorefield
Guerre de Sécession
Batailles
- Monocacy
- Fort Stevens
- Heaton's Crossroads
- Cool Spring
- Rutherford's Farm
- 2e Kernstown
- Folck's Mill
- Moorefield

La bataille de Moorefield est une bataille de cavalerie lors de la guerre de Sécession, qui s'est déroulée le 7 août 1864. Les combats ont lieu le long de la branche sud du fleuve Potomac, au nord de Moorefield, en Virginie-Occidentale, dans le comté de Hardy. Le service des parcs nationaux regroupe cette bataille avec le raid d'Early contre Washington et les opérations contre le chemin de fer B&O, et c'est la dernière bataille majeure dans la région avant que le général Philip Sheridan prenne le commandement des troupes de l'Union dans la vallée de la Shenandoah. Cette victoire de l'Union est la troisième des trois grandes victoires (bataille de Droop Mountain, bataille de Rutherford"s Farm, et bataille de Moorefield) du brigadier général William W. Averell, qui obtient de meilleurs résultats lorsqu'il opère indépendamment.
Le 30 juillet, la cavalerie confédérée, commandée par le brigadier général John McCausland part vers le nord du fleuve Potomac et incendie la majeure partie de la ville de Chambersburg, en Pennsylvanie. Elle part ensuite vers l'ouest pour menacer plus de villes et le chemin de fer de Baltimore & Ohio. McCausland est poursuivi par une petite force de cavalerie commandée par Averell. Les troupes de McCausland, avec des montures fraîches, réussissent à échapper à la cavalerie de l'Union et à menacer d'autres villes. Après avoir re-traversé le fleuve Potomac, McCausland part vers le sud et campe entre les villes de Virginie-Occidentale de Moorefield et Romney - plus proche de Moorefield. Il place une brigade commandée par le général Bradley Johnson sur la rive nord de la branche sud du fleuve Potomac, tandis que la brigade de McCausland campe sur la rive sud. Ces campements sont plus adaptés au pâturage de leurs chevaux fatigués qu'ils n'assurent la sécurité des troupes - McCausland suppose que la force d'Averell qui le poursuit est encore à 97 kilomètres (60 mi) de là, à Hancock, dans le Maryland. Il est exact qu'Averell est contraint de faire reposer ses chevaux près de Hancock, mais Averell a reçu des renforts et ordonne de continuer la poursuite, quelques jours plus tard.
Dans la nuit du 6 août, la cavalerie d'Averell se déplace prudemment vers les campements confédérés. À l'aide d'une avant-garde, déguisée en uniformes confédérés, la cavalerie d'Averell capture tranquillement tous les piquets confédérés qui séparent la force de l'Union des confédérés endormis. Tôt le matin du 7 août, la première brigade d'Averell attaque la brigade confédérée qui campe sur la rive nord du fleuve. Beaucoup de ces rebelles sont en train de dormir et leurs chevaux ne sont pas sellés. Dans certains cas, l'ensemble des régiments confédérés régiments tentent simplement de s'enfuir, laissant derrière eux les armes et le butin pris à Chambersburg. Bien que les Confédérés tentent d'offrir une résistance sur la rive sud du fleuve qui sépare les deux camps confédérés, beaucoup de ces hommes sont également pris au dépourvu. Averell ajoute sa deuxième brigade au combat, et il charge à travers le fleuve. La force confédérée désorganisée ne fait pas le poids contre la cavalerie d'Averell, qui est armée de sabres, de revolvers à six coups (armes de poing) et carabine à répétition à sept coups. Plus de 400 hommes sont, soit tués soit capturés, tandis que la force de l'Union en perd moins de 50. La victoire d'Averell inflige des dégâts permanents sur la cavalerie confédérée, et elle ne sera jamais plus la force dominante qu'elle a été dans la vallée de la Shenandoah.

## Contexte

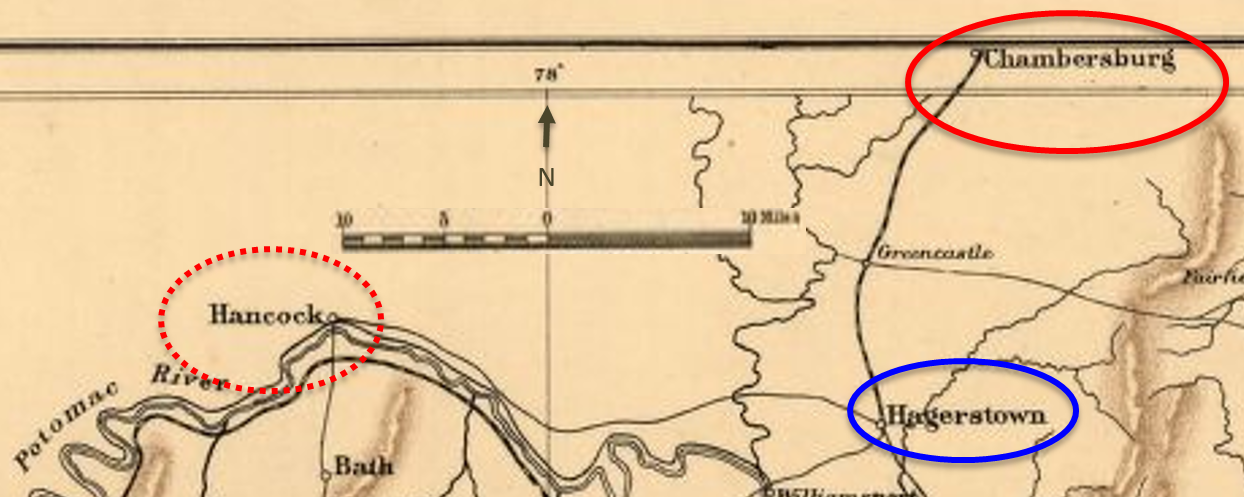
Le raid du général confédéré McCausland incendie Chambersburg (cercle rouge) et menace Hancock (cercle pointillé rouge). La force la plus proche de cavalerie de l'Union (Averell) est en poste à Hagerstown (cercle bleu).

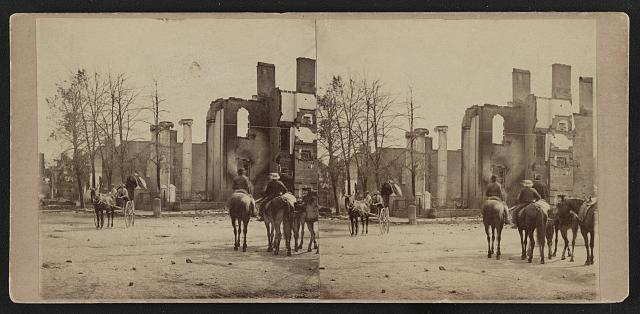
Les ruines de la banque et de maisons à Chambersburg en 1864

Durant les mois de juin et juillet 1864, les forces confédérées sous le commandement du général Jubal A. Early patrouillent dans la vallée de la Shenandoah. Les succès d'Early sont un handicap politique pour le président Abraham Lincoln, et obligent des dirigeants unionistes à détourner des ressources loin de Richmond et de la Virginie-Occidentale. Les soldats de l'Union de l'armée de Virginie-Occidentale commencent à arriver par le chemin de fer de Baltimore et de l'Ohio à Martinsburg, en Virginie-Occidentale, le 19 juillet, et obtiennent un premier succès lors de la bataille de Rutherford's Farm. Quelques jours plus tard, Early trompe le général de l'Union George Crook en lui faisant croire qu'Early a envoyé une grande partie de sa force confédérée à Richmond. Le résultat de cette opération de déception est la victoire confédérée du 24 juillet, près de Winchester (en), en Virginie, lors de la seconde bataille de Kernstown. Les troupes de l'Union, dans certains cas, prises de panique, retraitent sur la rive nord du fleuve Potomac.
Early, qui a menacé de la capitale fédérale de Washington, D.C. au cours de la première moitié du mois de juillet, poursuit avec sa victoire à Kernstown avec une attaque sur le nord du territoire. Il envoie deux brigades de cavalerie, sous les ordres du général John McCausland et le général Bradley Johnson pour mener des raids en Pennsylvanie. McCausland est le commandant de la force et dirige la première brigade, tandis que Johnson commande la deuxième brigade. Leur but est de brûler les villes du nord, à moins de recevoir une rançon. Leurs deux premiers objectifs sont Chambersburg, en Pennsylvanie, et Cumberland, au Maryland.
Le 29 juillet, la force de cavalerie de McCausland traverse le fleuve Potomac, à l'ouest de Williamsport, au Maryland, avec l'aide des traversées de diversion à d'autres endroits par le général John D. Imboden et le colonel William « Mudwall » Jackson. La panique se répand dans toute la région alors que McCausland part vers Chambersburg. Les troupes de l'Union les plus proches de McCausland appartiennent au général William W. Averell, qui est stationné à Hagerstown, dans le Maryland, et qui dispose de troupes gardant les gués à proximité, le long du fleuve. Averell a seulement 1260 hommes et deux pièces d'artillerie sous son commandement. Les communications d'Averell sont coupées vers midi.
Après l'excursion d'Early au nord de Washington, quelques semaines plus tôt, Averell est sous pression pour s'assurer que Washington et Baltimore ne soient pas attaquées. Les espions d'Averell découvrent que les confédérés bougent vers l'est sur le Baltimore Pike, et Averell pense à tort qu'ils projettent une attaque contre Baltimore. Il place prudemment sa force, qui représente moins de la moitié de celle de McCausland, pour protéger Baltimore au lieu d'aller directement à Chambersburg. Les troupes confédérées ne sont qu'une patrouille qui finalement se retirent à Chambersburg. Cela retarde l'arrivée d'Averell à Chambersburg, et permet aux confédérés de piller et d'incendier Chambersburg presque sans opposition le 30 juillet. Les dégât dans la ville sont dévastateurs - 537 maisons, entreprises et autres structures sont détruites. Cela comprend tous les magasins et les hôtels, deux moulins, deux usines et une brasserie. Après l'incendie de Chambersburg, McCausland part vers l'ouest et il fait reposer ses chevaux. Plus tard dans la journée, Averell arrive à Chambersburg, puis il continue de poursuivre McCausland. Ses actions ont peut-être empêché l'incendie de Hancock dans le Maryland, et de McConnellsburg et de Bedford, en Pennsylvanie.
McCausland prévoit d'incendier Hancock, dans le Maryland, n'ayant pas reçu la rançon de 50 000 $ (765 638 en dollars 2016). Cela intensifie la fracture entre McCausland et Johnson, qui est originaire du Maryland. Johnson dénonce son commandant, et ordonne à certains de ses hommes d'aller dans la ville pour protéger les résidents. La quasi-mutinerie se termine quand la cavalerie d'Averell approche. Les hommes d'Averell ont une escarmouche avec l'arrière-garde de McCausland. McCausland est en mesure d'obtenir des chevaux frais, et s'échappe. Les chevaux d'Averell sont épuisés, et il est obligé de faire une pause dans sa poursuite de McCausland à Hancock. Il ne peut pas obtenir des montures fraiches, car elles ont été toutes prises dans la région par McCausland. Averell fait reposer ses troupes jusqu'au 3 août, lorsqu'il reçoit l'ordre du général David Hunter de poursuivre McCausland et de l'attaquer « où qu'il se trouve ».

### McCausland part vers le sud

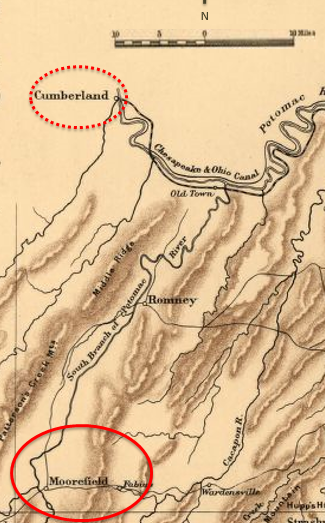
Après une attaque infructueuse à Cumberland (cercle en pointillé) et à proximité de New Creek, McCausland part à l'endroit où la branche méridional du fleuve Potomac traverse la principale route nord–sud entre Romney et Moorefield (cercle plein). C'est là que la bataille de Moorefield se tient.

Au moment où Averell reçoit son ordre de renouveler la poursuite de McCausland, les rebelles ont déjà menacé Cumberland. McCausland est tenu à distance par l'artillerie, commandée par le général Benjamin Franklin Kelley. Avec beaucoup de difficulté, McCausland traverse le fleuve Potomac et met le camp près de Springfield, en Virginie-Occidentale, sur la branche sud du fleuve. Le lendemain, ils se déplacent vers Romney, et se reposent jusqu'au 4 août.
Le 4 août, la cavalerie confédérée poursuit vers son deuxième objectif, qui est de perturber le chemin de fer de Baltimore & Ohio. Elle tente de faire un raid sur New Creek (l'actuelle Keyser, en Virginie-Occidentale). Le général Kelley envoie un train de chargé de renforts pour protéger New Creek, qui a une artillerie « bien placée » mais une petite force. Les renforts d'artillerie et le terrain difficile obligent les confédérés à se retirer vers le sud et à abandonner leur raid.
Après l'abandon du raid, les confédérés se retirent au sud vers Moorefield. McCausland pense qu'Averell est encore à Hancock, et n'est donc pas une menace immédiate. Il choisit les sites de campement adaptés pour les chevaux en pâture plutôt qu'à la défense. La brigade de Johnson occupe la rive nord de la branche méridionale du fleuve Potomac, tandis que la brigade de McCausland campe sur la rive sud. Les camps sont au nord de Moorefield et au sud de Romney, le long de la principale route nord–sud entre les deux communautés et, plus près de Moorefield. Le chemin de retour vers la vallée de la Shenandoah est à l'est de Moorefield le long de la route de Wardensville, ce qui conduit à Wardensville et Winchester. McCausland établit son quartier général dans la maison de Samuel McMechen à Moorefield, laissant sa brigade sous le commandement du colonel James A. Cochran du 14th Virginia Cavalry. Les chevaux sont dessellés et nourris. Johnson rapproche son quartier général de sa brigade dans un manoir appelé Willow Wall qui est la propriété de la famille McNeill. Chaque brigade a deux pièces d'artillerie. Johnson garde plusieurs groupes de piquets au nord de son camp le long de la route principale. Le capitaine John « Hanse » McNeill, commandant des rangers de McNeill qui, normalement, patrouillent dans la région, recommande à McCausland de repositionner les deux brigades parce qu'il ne croit pas que les emplacements des camps soient idéaux pour la sécurité des troupes. Son avis n'est pas entendu, donc il déplace ses rangers vers un site plus sûr à environ treize kilomètres (huit miles) de McCausland.

### Poursuite renouvelée
Plus tôt, tandis que les confédérés tente de faire un raid sur New Creek, la force d'Averell traverse le Potomac à Hancock, dans le Maryland, et se dirige sur Springfield, en Virginie-Occidentale. Il perd des chevaux en raison de l'épuisement, mais à Springfield, il reçoit de la nourriture pour ses hommes et ses chevaux envoyés par le général Kelley. Autour de ce temps, il apprend le raid infructueux de McCausland à New Creek, et que McCausland se déplace vers Moorefield. Il arrive à Romney autour de 11 heures du matin le 6 août. À cette moment, il envoie un bataillon d'hommes du 22nd Pennsylvania Cavalry à l'écart de la route principale vers la route de Wardensville. Ce bataillon, dirigé par le commandant George T. Work, reçoit l'ordre de bloquer la route de McCausland jusqu'à la vallée de Shenandoah à Lost River Gap alors qu'Averell s'approche par l'arrière, ou jusqu'à l'approche de McCausland en provenance de l'est si les combats ont commencé. Au cours de l'après-midi, Averell rassemble plus d'informations et conçoit son plan pour une attaque surprise.
La force principale d'Averell continue vers le sud à 1 heure du matin le 7 août. La force est menée par un groupe d'éclaireurs habillés avec des uniformes confédérés, tandis que la force principale suit d'assez loin derrière pour ne pas être détectée. Les éclaireurs sont menés par le capitaine Thomas R. Kerr du 14th Pennsylvania Cavalry, et ses hommes sont spécifiquement sélectionnés pour cette mission. Tandis que les éclaireurs mènent l'avance, le corps principal suit à distance - et doit souvent s'arrêter pendant que les éclaireurs s'assurent que la force principale puisse continuer sans danger. Beaucoup d'hommes se « reposer au bord de la route, la bride à la main, [et] arracher quelques minutes de sommeil », en attendant pour les éclaireurs signalent que tout est OK pour continuer. À environ 2 heures 30 du matin, les éclaireurs de Kerr trompent et capturent un piquet de deux hommes de la brigade de Johnson. À partir de cette action, les éclaireurs apprennent l'emplacement de la prochaine série de piquets - et tranquillement capturent deux autres groupes de rebelles postés le long de la route principale.

## Bataille

### Les attaques d'Averell

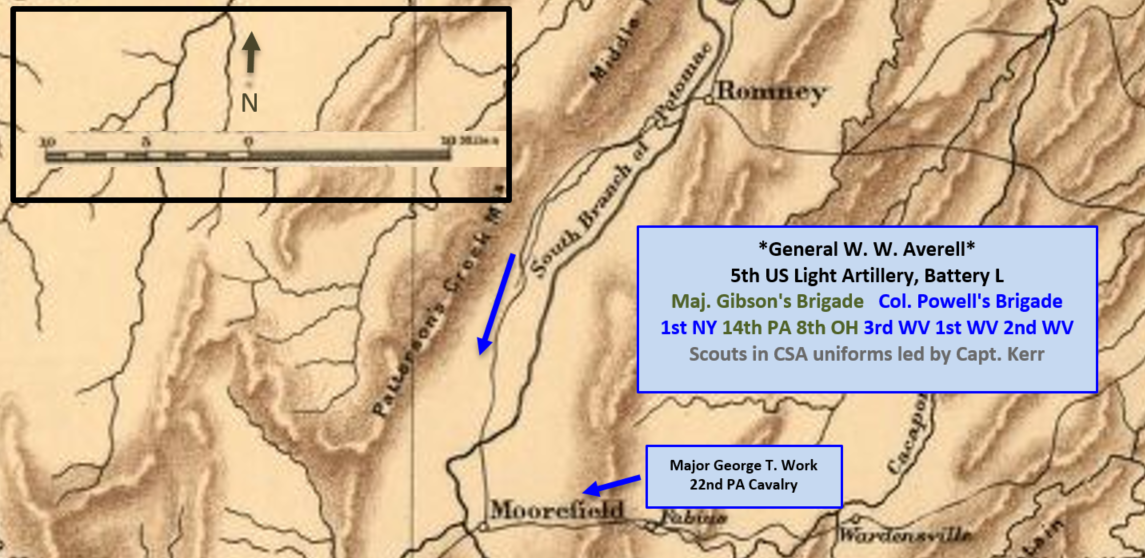
La force d'Averell chevauche tranquillement vers Moorefield.

Averell approche de la brigade de Johnson sur la route principale par le nord. L'escouade de Kerr (habillée comme des confédérés) mène l'avance. Ensuite vient la première brigade d'Averell (également appelée brigade avancée), qui est commandée par le commandant Thomas Gibson et se compose du 14th Pennsylvania Cavalry de Gibson et du 8th Ohio Cavalry. Le plan d'Averell prévoit une attaque de la brigade de Gibson en utilisant leurs sabres, et de poursuivre jusqu'à la rivière. Averell chevauche avec cette brigade. L'effet de surprise est important pour la force d'Averell, car elle est en infériorité numérique d'environ 1 760 contre 3 000.
La deuxième brigade, commandée par le colonel William H. Powell, se compose de trois régiments de cavalerie de Virginie-Occidentale en plus du 1st de New York (Lincoln) Cavalry (rattaché). Le détachement de cavalerie de Lincoln, commandé par le capitaine Abram Jones, chevauche sur le côté ouest de la brigade de Gibson, alors que Powell et les Virginians-Occidentaux chevauchent sur le côté est. Powell a le 3rd West Virginia Cavalry en tête, suivi par le 1st West Virginia Cavalry. Le 2nd West Virginia Cavalry est tenu en réserve, et également surveillé les piquets qui ont été capturés plus tôt avant le lever du soleil du matin. Powell chevauche avec le 1st West Virginia Cavalry. Plus à l'est, le bataillon du 22nd Pennsylvania Cavalry du commandant Work est en place sur la route de Wardensville et se déplace vers l'ouest vers Moorefield.
À l'aube, l'escouade de Kerr (toujours habillés comme des confédérés) chevauche nonchalamment dans le 1st Maryland Cavalry (confédéré), et part vers l'ouest de la route en direction de la maison McNeill (Willow Wall) où Johnson a installé ses quartiers généraux. Ils sont près de la petite communauté d'Old Fields et parfois, cette bataille est appelée la bataille d'Oldfields. Aucun coup de feu est tiré jusqu'à ce que Kerr atteigne la maison. À ce moment, la brigade avancée d'Averell, menée par le commandant Gibson, attaque,. La brigade avancée de Gibson provoque rapidement la fuite du 1st Maryland Cavalry confédéré, puis du 2nd Maryland Cavalry, « dans la confusion la plus sauvage », sans offrir beaucoup de résistance. Beaucoup d'hommes dans la cavalerie de l'Union crient : « Souvenez-vous de Chambersburg » alors qu'ils attaquent. Environ 200 hommes sont capturés dans les unités de cavalerie du Maryland.
La brigade de Gibson continue vers le sud, réveillant le 37th Battalion Virginia Cavalry. Cette unité s'enfuit dans toutes les directions, et les hommes de Gibson n'ont pas besoin de tirer. Cela laisse le 36th Battalion Virginia Cavalry entre la brigade de Gibson et les quartiers généraux du général Johnson à la maison McNeill. La 36th offre la meilleure résistance que Gibson a à faire face jusqu'à présent, mais les confédérés surpris sont obligés de se replier vers la ferme McNeill. Près de la maison McNeill, les hommes de la batterie confédérée de Baltimore tentent de tirer des salves avec leurs deux canons, mais l'unité et des canons sont pris par le 8th Ohio Cavalry avant qu'ils ne puissent faire feu. Le général Johnson est presque capturé lorsque son quartier général est partiellement encerclé par la cavalerie de l'Union. Il s'échappe par la porte arrière et saute sur un cheval  - fonçant vers le sud en direction du 8th Virginia Cavalry.
Le 8th Virginia Cavalry a assez d'alarmes provenant de l'agitation que son colonel ordonne aux hommes de monter à cheval, et ils forment une ligne de bataille. Après un combat serré, le 8th Virginia est débordé et rejoint les autres confédérés fuyant vers la rivière. Au cours de ce combat, le capitaine Kerr (chef des éclaireurs avancés d'Averell) est blessé au visage et à la cuisse et son cheval est tué. Ses blessures ne sont pas mortelles, et il est en mesure de capturer le drapeau de bataille du 8th Virginia avec son sabre. Il reçoit finalement la médaille d'honneur pour son action. Le général Johnson remarque dans son rapport que « en dehors du 1st et du 2nd Maryland et d'un escadron du 8th Virginia, il n'y avait pas un sabre dans le commandement ». C'est un désavantage dans les combats de cavalerie, et les hommes de Johnson ne sont pas suffisamment armés pour le combat rapproché avec des mousquets à un coup. Il ajoute que « le long fusil [E]nfield, une fois déchargé ne pas être rechargé, et se retrouve impuissant devant la charge au sabre ».
Le colonel William E. Peters est en mesure de récupérer son 21st Virginia Cavalry prêt à recevoir la cavalerie de l'Union qui arrive, mais est repoussé à travers la rivière. Plus tôt, Peters avait refusé de brûler Chambersburg et le général McCausland l'avait mis aux arrêts. Cependant, l'arrestation a été révoquée un peu plus tard, et Peters dirige l'arrière-garde lorsque les confédérés quittent la ville incendiée. Il fait une performance relativement bonne à Moorefield, dirigeant des parties de son régiment, pendant qu'ils ralentissent l'avance fédérale sur la rive sud de la rivière.

### Au bord de la rivière

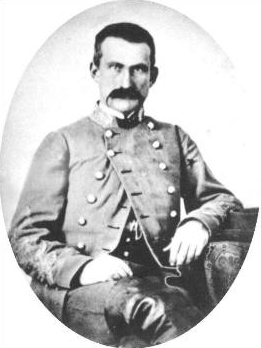
Général John McCausland

La brigade de McCausland est sur la rive sud de la branche sud du fleuve Potomac. Le 14th Virginia Cavalry, commandé par le capitaine Edwin E. Bouldin, est la partie de la brigade de McCausland qui campe le plus près du gué où la route traverse le fleuve. Bouldin fait face à une foule d'hommes, traversant le fleuve composée d'un mélange de soldat de l'Union et de soldats confédérés. Pendant un court laps de temps, il parvient à ralentir la brigade de Gibson, qui est en train de se disperser et se désorganise. Après avoir entendu les coups de feu, le lieutenant-colonel John T. Radford ordonne au 22nd Virignia Cavalry d'entrer dans la mêlée. La cavalerie de Radford entrer sur le côté ouest du 14th Virginia, et rejoint le combat.
Averell a anticipé la résistance sur le fleuve, et tient la brigade de Powell prête. Les commandants Seymour B. Conger du 3rd West Virginia Cavalry menent l'attaque en face du fleuve sur le côté est de la route principale. Sur le côté ouest de la route, la cavalerie de Lincoln traversent le fleuve sans encombre. Les New-Yorkais contournent par l'arrière le 22nd Virginia, forçant le régiment à la retraite à partir de la berge du fleuve.
Les hommes d'Averell font porter la responsabilité à McCausland de l'incendie de Chambersburg. Dans leur zèle pour prendre la brigade de McCausland, ils négligent leurs prisonniers, qui sont censés partir vers le nord sur l'arrière de force d'Averell. Cela permet à de nombreux prisonniers de la brigade de Johnson de s'échapper. Parmi les hommes qui traversent le fleuve se trouvent le général Johnson et le colonel Peters. Après avoir traversé le fleuve Johnson, il « s'attendait à trouver le brigadier général McCausland avec son commandement bien en main ». Cependant, McCausland est à Moorefield- à cinq kilomètres (trois miles) de distance de son commandement. Johnson et les restes du 27th Virginia Battalion rejoignent le colonel Peters et une grande partie du 21st Virginia derrière les camps appartenant à la brigade de McCausland. Ils forment une ligne de bataille et tirent sur la brigade de Gibson, mais Gibson est bientôt renforcé par le régiment de Conger. Peters est grièvement blessé dans les combats.
Continuant leur charge contre la brigade de McCausland, la cavalerie de l'Union charge dans le camp du 16th Virginia Cavalry, qui s'enfuit sans résister. Le 3rd West Virginia de Conger tourne vers l'est et poursuit des rebelles fuyant vers l'est jusqu'à la route de Wardensville et de Winchester. Le 17th Virginia Cavalry campe près d'un bois à l'est de la route principale, et a plus de temps pour se préparer à l'attaque. Ils forment une ligne de bataille, tandis que les trois compagnies attendent derrière une clôture. Initialement, ils repoussent les hommes de Conger, les forçant à battre en retraite. Cependant, Conger est bientôt renforcé par le colonel Powell et le 1st West Virginia Cavalry, qui est commandé par le colonel Henry Capehart. Les deux régiments chargent les Virginians et les repoussent en bas de la route ou dans les bois. Pendant ce temps, Conger est tué par un lieutenant du 17th Virginia. Le Virginian portait un manteau bleu qui trompe Conger, pensant qu'il appartient à son régiment. Les deux régiment de Virginie-Occidentale continuent de poursuivre les confédérés en bas de la route, et capturent deux pièces d'artillerie de McCausland. En fin de compte, des rebelles en fuite foncent dans le 22th Pennsylvania du commandant Work, et doivent se disperser dans les bois. Les hommes de Work capturent 34 d'entre eux.
Les combats et la poursuite de la brigade de McCausland s'étendent sur environ 6 kilomètres (4 miles) jusqu'à ce que tout le monde soit tellement dispersé que la poursuite devient inutile. De nombreux confédérés ont peur des représailles pour leurs actes à Chambersburg, et n'ont pas envie d'être pris avec de l'argent et des objets qu'ils ont pris. Cela augmente leur désespoir de fuir les hommes d'Averell, et leur fait laisser leur butin derrière. Une quantité considérable d'argent est retrouvée dans le camp des rebelles.

## Conséquences

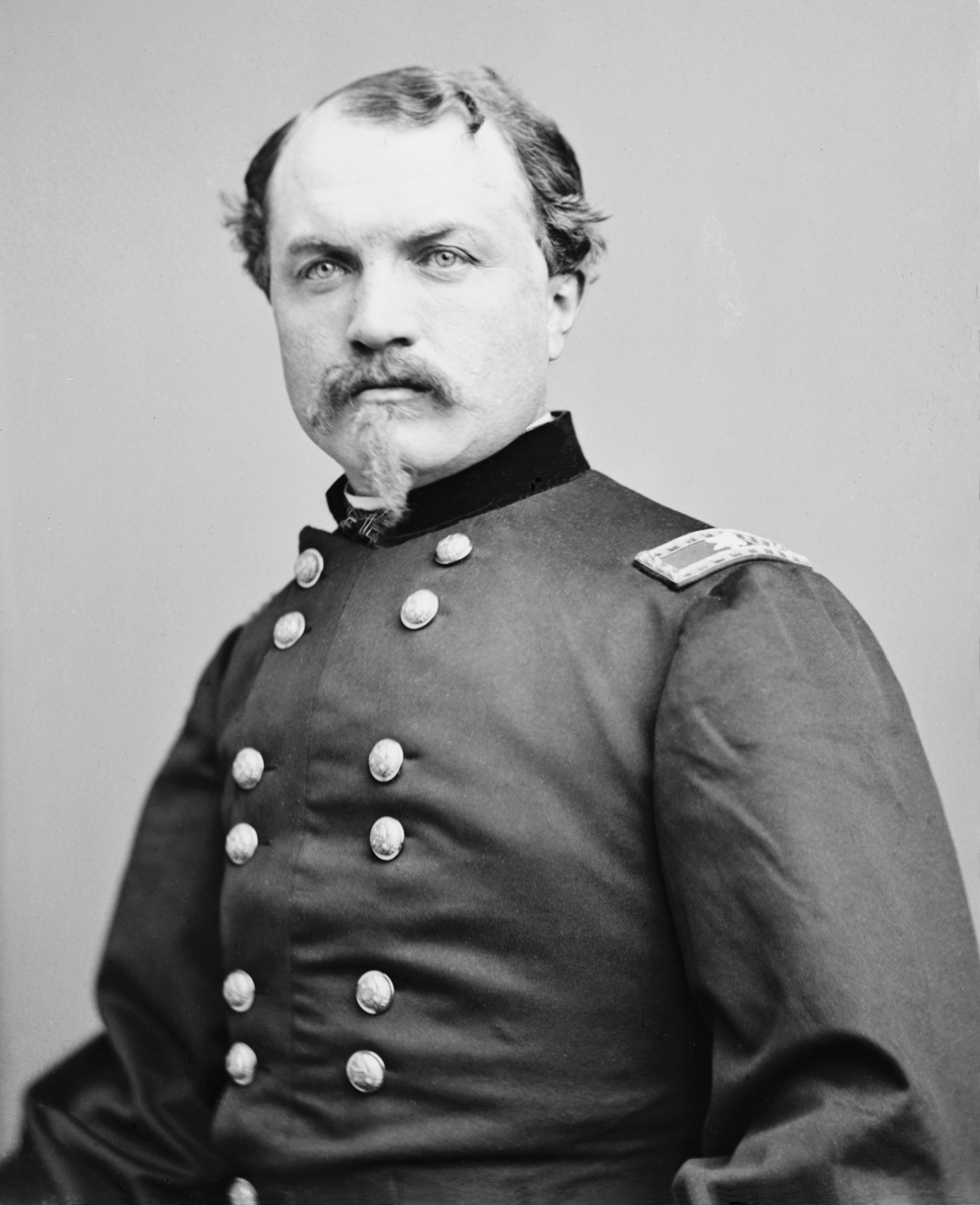
Général William W. Averell

Cette bataille est la dernière des sept batailles de la campagne d'Early contre le chemin de fer de Baltimore & Ohio. Un soldat de l'Union, qui est présent lors de la bataille, estime que « les pertes de l'ennemi en tués, blessés et capturés sont proches de huit cents ». Les listes du service des parcs nationaux estiment les pertes confédérées à 500. Le rapport final dit qu'Averell a capturé 38 officiers et 377 hommes du rang, en plus d'en avoir tué au moins 13 et blessé 60. Les pertes confédérées dues à la capture auraient pu être plus élevées, mais en raison de la vitesse de l'avance de l'Union de nombreux confédérés d'abord capturés ont réussi à s'échapper alors qu'ils étaient envoyés à l'arrière. La victoire coûte à Averell 11 tués, dont 2 officiers, 18 blessés et 13 capturés. Les capturés sont probablement les traînards trouvés par les rangers de McNeill, qui opéraient dans la région de Moorefield et qui ont choisi de ne pas camper avec les brigades de McCausland.
La mésentente entre Johnson et McCausland se poursuit, et ils se renvoient la responsabilité l'un sur l'autre pour la défaite. McCausland écrit plus tard : « L'affaire à Moorefield a été causé par la surprise de la brigade de Johnson ». Il a également écrit qu'il connaissait l'approche de Averell, et avait donné les « ordres nécessaires » pour affronter Averell si besoin. Le rapport de Johnson indique qu'il a suivi les ordres, y compris l'endroit où mettre le camp et « où placer des piquets ». Son rapport note en outre que McCausland n'est pas avec sa brigade, et est en train de dormir à cinq kilomètres (3 miles) de distance à Moorefield, tandis que sa brigade « totalement prise au dépourvu » est attaquée. Johnson se plaint également « la conduite scandaleuse des troupes lors de l'expédition ». Il est particulièrement mécontent de la conduite des soldats confédérés en Pennsylvanie et au Maryland. Il indique que « le vol de grand chemin de montres, de portefeuilles était courant ; la prise du broches, de bagues et de boucles d'oreilles arrivait fréquemment. Le pillage et le saccage des logements privés ont eu lieu toutes les heures. Un soldat de la garde avancée a volé sa montre en or à un prêtre catholique de Hancock sur son chemin vers l'église le dimanche... »
Moorefield est une autre grande victoire pour Averell, qui réussit généralement bien lorsqu'il agit de façon autonome, mais a des difficultés avec la supervision directe lorsqu'il est prévu de travailler de concert avec les autres. Il a déjà obtenu des victoires à Droop Mountain et de Rutherford's Farme. Le commandant Stephen P. Halsey du 21st Virginia décrit la victoire d'Averell à Moorfield comme « l'une des plus brillantes réalisations de la guerre ». Le commandant Theodore F. Lang, du 6th West Virginia Cavalry, écrit que « le combat a été l'une des victoires les plus remarquables pour la cause de l'Union au cours de la guerre ».
La défaite dévastatrice paralyse la cavalerie d'Early dans la vallée de la Shenandoah. Il ne reste que la moitié des hommes qui ont commencé la campagne, et deux de ses meilleures brigades sont décimées. La défaite démoralise aussi les autres membres de la cavalerie d'Early. Early écrit plus tard que la bataille a eu « un effet néfaste sur ma cavalerie pour le reste de la campagne ». La victoire marque également le début de l'« ascension permanente de la cavalerie de l'Union dans la vallée de la Shenandoah ».